# Чупрун, Евгений Романович
Евгений Романович Чупрун (3 июля 1927, Иловайск, Донецкая область, СССР — 7 января 2005, Санкт-Петербург) — живописец, маринист, член Санкт-Петербургского Союза художников (до 1992 года — Ленинградской организации Союза художников РСФСР).

## Биография
Чупрун Евгений Романович родился 3 июля 1927 года в Иловайске Донецкой области в семье железнодорожного служащего. В связи с работой отца семья в 1930-х жила в Запорожье, Днепропетровске, Ленинграде, Владивостоке, Москве. Война застала на Западной Украине во Львове. В 1943—1945 учился в Бакинском военно-морском училище, по окончании которого был переведён в Каспийское высшее ВМУ.
В 1949 году Чупрун окончил Каспийское Высшее Военно-морское училище им. С.М.Кирова в Баку. С 1949 по 1975 служил в ВМФ, занимал ряд командных должностей.
Участник выставок с 1960 года. Маринист, исторический живописец, пейзажист. Профессиональную подготовку проходил у художников Александра Соколова, Николая Галахова, Владимира Селезнёва. Персональные выставки в Ленинграде (1986, 1989).
Ведущими темами творчества Евгения Чупруна стали морские и ландшафтные пейзажи, исторические парусные корабли, исторические и жанровые композиции на темы флота и жизни на Неве. Живописную манеру определял интерес к воссозданию живописными средствами подлинного облика кораблей и исторической обстановки, к передаче световоздушной среды и водной стихии.
Евгений Чупрун был членом Санкт-Петербургского Союза художников (до 1992 года — Ленинградской организации Союза художников РСФСР) с 1980 года.
Скончался 7 января 2005 года в Санкт-Петербурге на 78-м году жизни. 
Произведения Е. Р. Чупруна находятся в музеях и частных собраниях в России, Великобритании, США, Италии, Франции и других странах.

## Выставки
- 1985 год (Ленинград): 40 лет Великой победы. Выставка произведений художников - ветеранов Великой Отечественной войны.
- 1987 год (Ленинград): Выставка произведений художников - ветеранов Великой Отечественной войны.
- 1994 год (Петербург): Ленинградские художники. Живопись 1950-1980 годов.
- 1994 год (Петербург): Этюд в творчестве ленинградских художников 1940-1980 годов.
- 1995 года (Петербург): Лирика в произведениях художников военного поколения. Живопись. Графика.
- 1996 год (Петербург): Живопись 1940-1990 годов. Ленинградская школа.